# Sewdalin Marinow
Sewdalin Marinow (bulgarisch Севдалин Маринов; * 11. Juni 1968 in Assenowgrad) ist ein ehemaliger bulgarischer Gewichtheber und Olympiasieger.

## Leben
Marinow war von 1985 bis 1987 dreimal in Folge Weltmeister im Fliegengewicht. Bei den Olympischen Spielen 1988 gewann er mit 270 kg die Goldmedaille. Außerdem wurde er zwischen 1985 und 1990 fünfmal Europameister und einmal Vize-Europameister. Für Australien nahm er an den Commonwealth Games 1994 teil und gewann im Bantamgewicht die Goldmedaille. Im selben Jahr wurde er wegen Dopings für zwei Jahre gesperrt. Danach hatte er im Australischen Verband verschiedene Trainer-Positionen. 2003 wurden bei einer Razzia diverse Dopingmittel in seinem Schlafzimmer gefunden. Daraufhin wurde er lebenslang gesperrt.